# Ottorino Firmo
Ottorino Firmo (fl. XX secolo) è stato un calciatore italiano, di ruolo difensore.

## Carriera
Ha militato nel Brescia nella stagione 1922-1923, disputando 18 incontri e facendo l'esordio il 7 gennaio 1923 in Brescia-Lucchese (4-0).